# Конэбл, Барбер
Ба́рбер Бе́нджамин Конэ́бл (2 ноября 1922 — 30 ноября 2003) — американский конгрессмен и 7-й президент Всемирного банка.

## Биография
Барбер Бенджамин Конэбл родился 2 ноября 1922 года в Уорсо, Нью-Йорк. Окончил Корнеллский университет в 1942 году.